# Język tregami
Język tregami – język z grupy języków nuristańskich. Używany przez lud Tregami (łącznie 1000 użytkowników) w wioskach Gambur i Katar w afgańskiej prowincji Nuristan.